# Икинаты
Икина́ты (бур. эхинад, эхинууд) — народность (племя) в составе бурят, жившее по верхней Ангаре и в бассейне Оки. В настоящее время икинаты проживают на территории некоторых районов Усть-Ордынского Бурятского округа, Иркутской области, а также в составе кударинских бурят в Кабанском районе Бурятии. Составляли основу нижнеокинских бурят.

## История

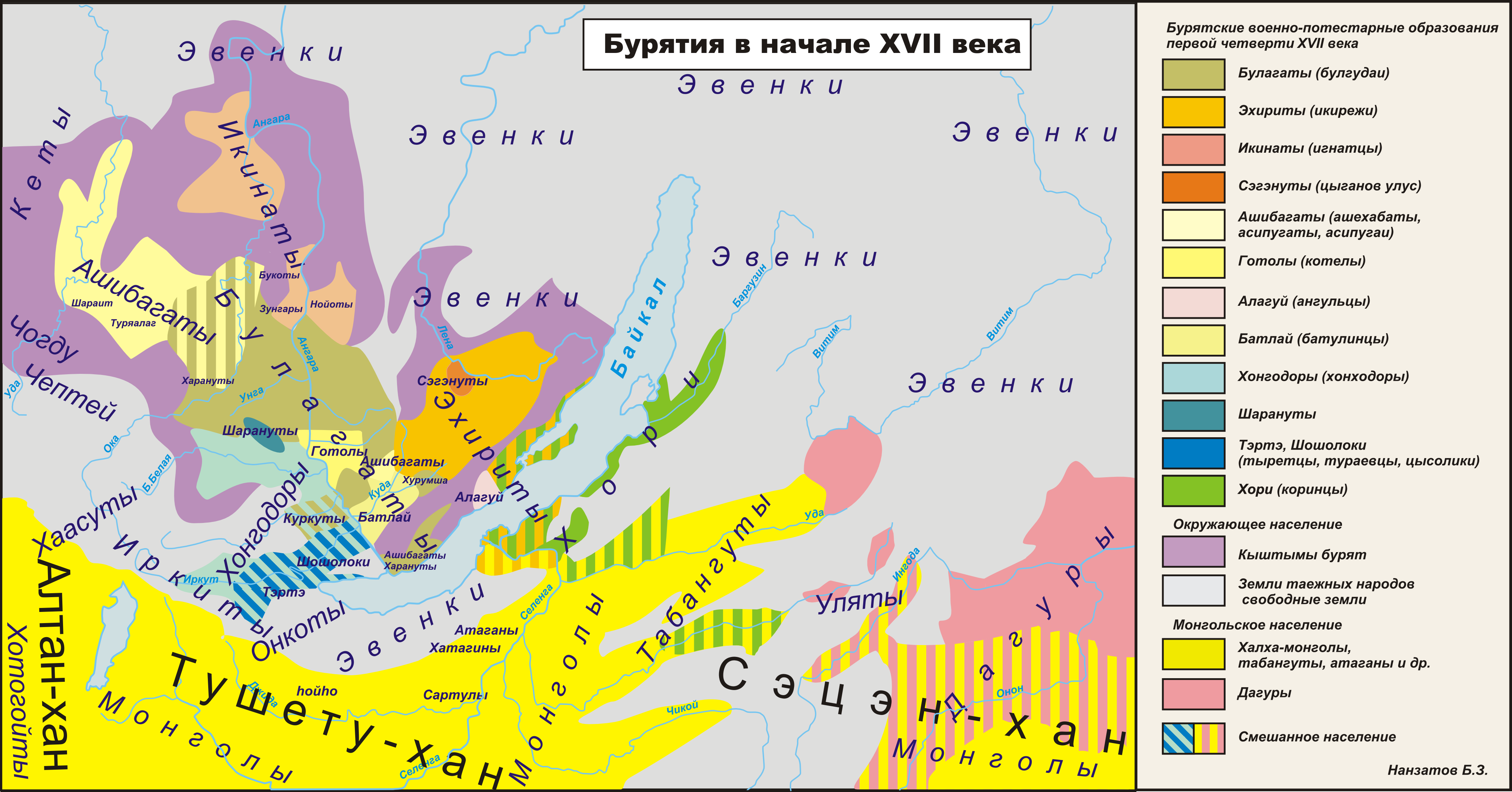
Этнические группы бурят в начале XVII века.

Икинаты отделились от западно-монгольских племён (ойратов) и с XVI—XVII веков входили в состав бурят. По другим источникам, ранее икинаты занимали большие территории, их исторический ареал напоминал треугольник между городами Братском, Нижнеудинском и Канском. На момент начала колонизации Восточной Сибири русскими, икинаты вели войну с другим бурятским родом — ашибагатами. Последние заручились поддержкой служилых людей из Красноярского острога, и вместе они нанесли икинатам сокрушительное поражение. Впоследствии икинаты поселились в аларских и унгинских степях и вошли в состав бурятского племени булагатов.
Предполагается, что род получил название от имени родоначальника — Икината. Согласно легенде, Икинат приходился племянником Сэгээну — родоначальнику рода сэгэнуты. Некоторые историки считают, что он пришёл в Приангарье с реки Енисей.
Икинаты и часть балаганских бурят входили в Джунгарское ханство. В данный момент проживают на территории Балаганского и Нукутского районов. В Аларском районе есть деревня Икинат, получившая название от наименования рода икинаты.
В составе большого племени икинатов значатся такие роды, как икинад, зод, зунгар, букод (быкот), ноёд, хурхуд, нагатай, занги (зунги, зангей), нарад, балай, сэгэнуд, ашибагад.